# 霍爾希克
50°53′52″N 28°18′14″E / 50.89778°N 28.30389°E

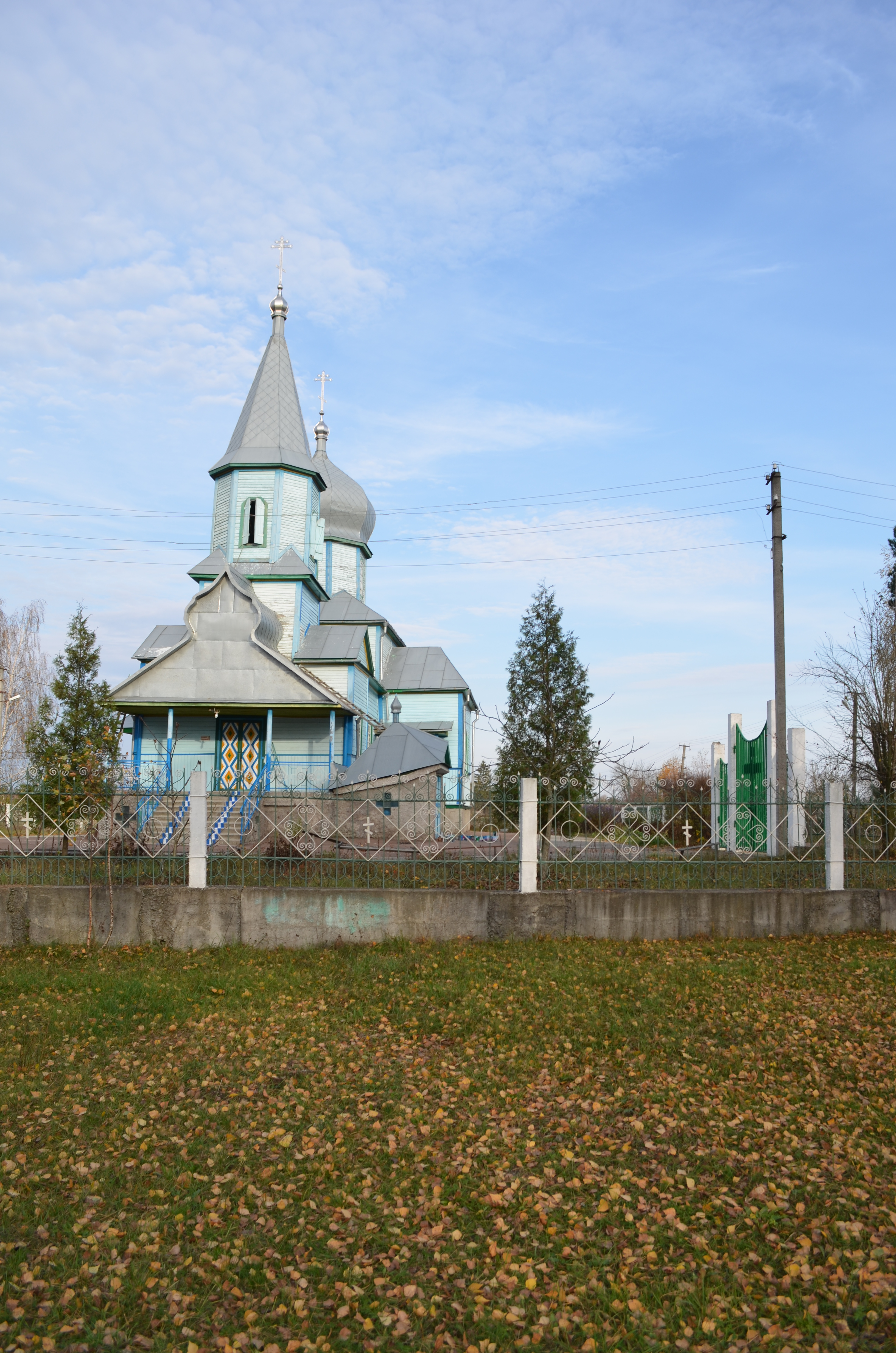
教堂

霍爾希克（烏克蘭語：Горщик），是烏克蘭北部日托米爾州科羅斯堅區霍尔希克市镇内的村落及其行政中心。始建於1703年，面積3.6平方公里，海拔高度202米，人口2,000，人口密度每平方公里667.96人。